# Галентин Гатев
Д-р Галентин Гатев е български доктор дерматолог и художник работещ в областта на съвременното изкуство. Обектът и инсталационно изкуство заемат основна роля в неговата работа.

## Биография
Галентин Гатев е роден на 27 август 1960 г. в Тетевен. Завършва Медицински университет през 1986 г., специализира дерматология през 1992 г.
В края на 80-те години на ХХ век стартира създаването на колекция от неконвенционално българско изкуство. През средата на 90-те години започва изявите си като съвременен художник в областта на концептуално изкуство и инсталационно изкуство. Има самостоятелни изложби в България и чужбина. През 2011 е удостоен с Железен орден за съвременно изкуство „Венцислав Занков“.

## Самостоятелни изложби
- 2011 „Дрегият аромат“, Национална художествена галерия, София[9]
- 2010 „Колоритът задължителен“, галерия „върхове“, София (каталог)
- 1998 Нещо като стара попивателна“, галерия „Вашковяк“, Берлин (каталог)
- 1996 „Corpus Alienum“, в рамките на „Свидетелства. Реалната различност“, СГХГ (каталог) „Единствено възможен начин (галерия-причина, рудник-следствие)“, галерия Ата Рай“, София (каталог)
- 1995 „Скрита триизмерност“, Френски институт, София, „Вагон за особено внимание“, перон 1 на Централна ЖП гара София и на влака Пловдив-София (каталог) „Изкови ми колкото подкови можеш“, о-в в р. Янтра, Габрово „Част от процеса за производство на печатен продукт, Френски институт, София
- 1994 „В защита на твърдия материал“, демонстрация на завършения продукт и документация, галерия „Ласедра“, София (каталог) „В защита на твърдия материал“, Металообработване и зъбопроизводство АД, Богевград (каталог) „Обнародване на специализация по онкодерматология“, в-к „Стандарт“, 13 май 1994 г. „Дерматолгия? Изкуство“, катедра по дерматовенерология, Медицинска академия, София (катало).

## Съвместни изложби
- 2002 „Движение с черна кутия“ в рамките на „Бял нормален мъж“, куратор Венцислав Занков, независимо арт пространство, София
- 2001 Документа, Mona, Детройт, САЩ
- 1999 Двигатели с регионално предназначение“, куратор Роза Мартинез, в рамките на SITE Santa Fe Biennial, Санта Фе, Ню Мексико, САЩ (каталог)
- 1998 „Двигатели с регионално предназначение“, куратори Робърт Флек, Мария Линд и Барбара Виндерлинден, в рамките на Манифеста 2, Люксембург (каталог) Bulgariaavantagarde“, куратор Яра Бубнова, „Кюнстлерверкщат Лотрингерщрасе“, Мюнхен, Германия (каталог)
- 1997 „Фото и видеоарт от България“, куратор Яра Бубнова, галерия„Ифа“, Берлин, Европейски културен център Ерфурт (каталог) „Рисунки от 1997-ма, куратор Руен Руенов, галерия XXL, София
- 1996 „Българско блиц шоу“, куратор Яра Бубнова, Български културен център в Москва (каталог) „Пластическият образ на 90-те, куратори Свилен Стефанов и Руен Руенов, Национален дворец на културата, София
- 1993 „Терапия“, старата сграда на пощата в Габрово